# Michael Alard
Michael Alard (Mihály Alárdy) (n.? 1573, Cluj-d. 22 aprilie 1604, în Transilvania-loc necunoscut) a fost un scriitor, memorialist maghiar din Transilvania.